# 成田市立中台中学校
成田市立中台中学校（なりたしりつ なかだいちゅうがっこう）は、千葉県成田市中台四丁目にある市立中学校。

## 概要
成田ニュータウンの中心部に位置し、中台小学校、向台小学校の卒業生が主で、その他には新山小学校、成田市立加良部小学校、久住小学校が少人数通学する。久住小学校からの生徒は部活動目的が多数である。

## 構造
大きな「コ」の字型をした3階建ての校舎を中心に、体育館、プールが設置されている。グラウンドには、一部を共用して野球、サッカー用のスペースが、また、その脇にテニスコートが2面とられている。
裏門付近には、「人」の形をした小路があり、校舎3階などから確認することができる。

## 沿革
- 1973年（昭和48年） - 開校

## アクセス
JR成田駅西口 2番線乗り場 千葉交通「中台経由、成田湯川駅前行き」「中台中学校前下車」約4分

## 部活動
- 陸上競技部
- ソフトテニス部
- 剣道部（２９年度３年生の活動後、廃部）
- サッカー部
- 卓球部
- 軟式野球部(３０年度３年生の活動後、廃部)
- バレーボール部(女子のみ)
- バスケットボール部(女子のみ)
- 吹奏楽部
- 情報文芸部